# A Ilha dos Paqueras
A Ilha dos Paqueras é um filme brasileiro de 1970, dirigido por Fauzi Mansur e produzido pela INF e pela Titanus. Segundo filme de Renato Aragão. O filme teve um público de 1.335.132 espectadores, sendo o terceiro filme mais assistido de 1970.

## Enredo
Didi e Dedé são taifeiros do luxuoso navio Anna Nery no Rio de Janeiro. Os dois, mais o comandante e o show-man da embarcação, tentam paquerar quatro lindas modelos que viajam no navio, mas são impedidos pelo empresário e pela assessora delas. Eles, então, simulam um naufrágio e salvam as garotas levando-as a uma ilha isolada. O lugar é um quartel-general de um grupo de contrabandistas, que criam confusões para os supostos náufragos.

## Elenco
- Renato Aragão - Didi
- Dedé Santana - Maloca (Dedé)
- Dick Danello - Dick
- Dino Santana - Comandante Dino
- Suely Fernandes
- Tuska
- Gracinda Fernandes
- Giovanna Rugier
- Darcy Silva
- Paulette Silva
- Romeu Quinto

Participações especiais
- Martim Francisco - Sub-comandante
- Berta Loran - Assessora das modelos
- Roberto Batalin
- Carlos Bucka - Empresário das modelos

## Recepção
Renato Alves em sua crítica para o Cranik escreveu: "Uma bela produção para quem gosta do estilo. Tem aventura, bom humor e romance. Apesar da fotografia não ser das melhores, é obrigatório para os fãs da dupla. É um humor pastelão com piadas de efeito visual e muita alegria. Mas, apesar do esforço de alguns atores, fica claro que faltavam companheiros as alturas da dupla."